# Fiamma (nome)
Fiamma  è un nome proprio di persona italiano femminile.

## Varianti
- Alterati: Fiammetta[1][2][3][4][5][6]

## Origine e diffusione

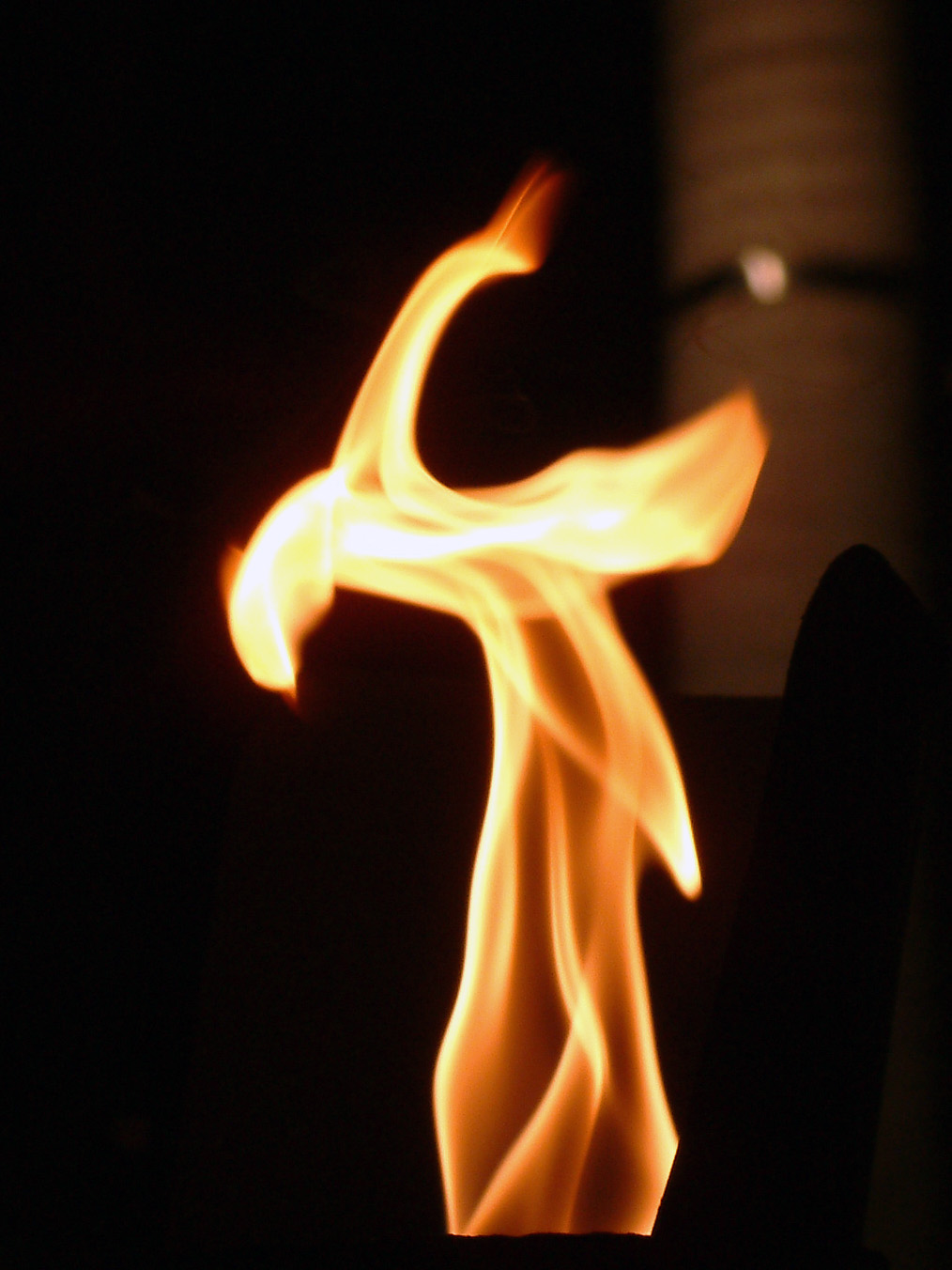
La fiamma di una torcia

Il nome ha un significato augurale molto trasparente ed è basato su un soprannome, e poi nome, medievale formato da "fiamma" (dal latino flamma), nel senso di lingua di fuoco, fonte di luce e di calore; è affine, dal punto di vista semantico, ai nomi Plamen e Aodh. Può avere anche un'accezione religiosa, in particolare cristiana, come simbolica fonte di luce e di salvezza e in riferimento alla fede.
Accentrato in Toscana e nel resto dell'Italia centro-settentrionale, a partire dal XX secolo è in uso anche al di fuori della penisola. La forma alterata Fiammetta, ormai totalmente indipendente dalla forma base, gode di diffusione di gran lunga migliore, grazie anche alla notorietà di Madonna Fiammetta, il nome attribuito da Giovanni Boccaccio alla donna amata in varie sue opere.

## Onomastico
È un nome adespota e come tale privo di santa patrona; l'onomastico può essere festeggiato il 1º novembre, ricorrenza di Ognissanti.

## Persone
- Fiamma Ferragamo, imprenditrice italiana
- Fiamma Izzo, dialoghista, doppiatrice e soprano italiana
- Fiamma Maglione, compositrice italiana
- Fiamma Nirenstein, giornalista, scrittrice e politica italiana
- Fiamma Sanò, giornalista italiana
- Fiamma Satta, scrittrice italiana
- Fiamma Vigo, pittrice e gallerista italiana

### Variante Fiammetta
- Fiammetta, cantante e attrice italiana
- Fiammetta Baralla, attrice italiana
- Fiammetta Cicogna, conduttrice televisiva e modella italiana
- Fiammetta Fadda, giornalista e personaggio televisivo italiana
- Fiammetta Frescobaldi, scrittrice italiana
- Fiammetta Michaelis, cortigiana italiana

## Il nome nelle arti
- Fiamma è un personaggio del film del 2007 Come tu mi vuoi,  diretto da Volfango De Biasi.
- Fiammetta è un personaggio di numerose opere di Boccaccio, tra cui il Decameron e il Filocolo.
- Fiammetta è un personaggio della serie Pokémon.
- Fiammetta è un personaggio della serie a fumetti Geppo.
- Fiamma è un personaggio della serie a fumetti Isa & Bea - Streghe tra noi.
- Fiamma è un personaggio della light novel, anime e manga A Certain Magical Index.
- Fiammetta è un personaggio della serie tv Melevisione.